# Big Four (musikindustrin)
The Big Four inom musikindustrin är de fyra stora skivbolagen Universal Music Group, Sony Music Entertainment, Warner Music Group och EMI. Dessa kallas även för majorbolag. Alla skivbolag som inte är majorbolag kallas för indie, efter engelskan independent (oberoende). 

## Globalt
Enligt en rapport från IFPI från augusti 2005 hade majorbolagen 71,7% av världens totala skivmarknad:
- Universal Music 25,5%
- Sony 21,5%
- EMI 13,4%
- Warner Music  11,3%
- Oberoende skivbolag (indie) 28,3%

## Sverige
Enligt Grammofonleverantörernas Förening (GLF) var marknadsandelarna för Sveriges skivförsäljning år 2011 följande:
- Cosmos Music: 2,3%
- EMI Music: 17,5%
- Nordisk Film: 1,5%
- Playground: 1,7%
- Sony Music: 24,7%
- Sound Pollution: 1,3%
- Universal Music: 34,4%
- Warner Music: 16,6%